# Seeberge
Der Seeberg bzw. die Seeberge sind ein etwa sechs Kilometer langer, nach Südosten verlaufender Härtlingskamm unmittelbar südöstlich der Gothaer Innenstadt und westlich des Ortsteils Seebergen in der Gemeinde Drei Gleichen im thüringischen Landkreis Gotha. Im Norden liegen der Gothaer Ortsteil Siebleben und der Ort Tüttleben, im Süden die Töpflebener Flur sowie die Ortsteile Günthersleben und Wechmar der Gemeinde Drei Gleichen.
Die Seeberge erreichen am Großen Seeberg im Südosten bei Seebergen 409,2 m ü. NHN, im Nordwesten bei Gotha am Kleinen Seeberg noch 356,4 m ü. NHN. Fast ihr gesamtes Gebiet, vom Gipfelgebiet des Kleinen Seebergs abgesehen, liegt im 1941 erstausgewiesenen und rund 370 Hektar großen Naturschutzgebiet Seeberge. Geologisch stellen Großer und Kleiner Seeberg zwei wohlunterschiedene Teilhöhenzüge dar.

## Geographie

### Lage und Landschaft
Die Seeberge werden nordwestlich von  der Ratsrinne bzw. dem Wilden Graben flankiert, die sie vom Krahnberg (bis 431,3 m) trennen. Südöstlich fließt die Apfelstädt vorbei, die sie von den Höhenzügen der Drei Gleichen (bis 420,8 m) trennt.
Alle genannten Höhenzüge liegen im Bereich der vom Hainich aus nach Südosten weisenden Eichenberg–Gotha–Saalfelder Störungszone, die parallel zum Kamm des Thüringer Waldes verläuft. Gemeinsam bilden sie den Ostrand der naturräumlichen Haupteinheit Westthüringer Berg- und Hügelland und umrahmen darin ein südwestliches Nebenbecken des landläufigen Thüringer Beckens, dessen Kernbecken sich unmittelbar nordöstlich anschließt.
Die Seeberge sind überwiegend bewaldet; speziell am Höhenschwerpunkt im Südosten ist die Nordostflanke steil, während die Südwestflanke eher sanft abfällt. Im Norden und Süden schließen sich landwirtschaftlich genutzte Gebiete an, nördlich unmittelbar benachbart liegt das Naturschutzgebiet Siebleber Teich. Über die nordwestliche Hälfte des Höhenzugs mit dem Kleinen Seeberg verläuft die Elbe-Weser-Wasserscheide.
Politisch gehört das Gebiet zur Stadt Gotha und zur Gemeinde Drei Gleichen.

### Berge
Zu den Bergen und Erhebungen der Seeberge gehören von West nach Ost:
- Kleiner Seeberg 356,4 m
- ohne Namen ca. 375 m
- Maikopf 370,7 m
- Großer Seeberg 409,2 m
- äußerste Südostkuppe 372,5 m

### Gewässer
Das Gebiet der Seeberge entwässert:
- im Westen und Südwesten zur Flachsröte (Einzugsgebiet der Nesse)
- im Norden und Osten zur Roth (Einzugsgebiet der Apfelstädt)
- im Südosten zum Tiefenbach (Einzugsgebiet der Apfelstädt)

Bekannte Quellen sind die Ifflandquelle südlich von Siebleben und der Gesundbrunnen auf dem Großen Seeberg.

## Geologie und Bergbau
Die Seeberge sind ein Teil der durch Thüringen verlaufenden Eichenberg–Gotha–Saalfelder Störungszone. Der Große Seeberg ist ein Grabenbruch mit Reliefumkehr, der Kleine Seeberg ist geologisch ein Muschelkalk-Horst mit Mittelkeuper-Umrandung. Einige Teile der Seeberges bestehen aus Keuperletten und Streifen des Muschelkalkes (Kleiner Seeberg). Der Große Seeberge besteht oberhalb aus Rhätsandstein und nach Süden aus Juraschichten, was noch heute sichtbar ist. Schulklassen machen auf Grund der großen geologischen Vielfalt regelmäßig Exkursionen zum Seeberg.

### Sandsteinabbau
Der Sandstein vom Seeberg wurde seit Jahrhunderten für Bauwerke wie zum Beispiel für das Gothaer Schloss Friedenstein und das Museum der Natur Gotha, ebenfalls in Gotha, verwendet. Durch den Sandsteinabbruch wurde die ehemals einheitliche Sandsteindecke vollkommen zerstückelt. Bei gezielter Suche kann man heute noch Gesteinsformen finden, die als Steinbrüche erkennbar sind. Auf dem Großen Seeberg findet man kleine Höhlen und Löcher. Diese bezeichnet man als „Sandlöcher“. Noch bis Anfang des 20. Jahrhunderts wurde Sand von den umliegenden Gemeinden gefördert, was die Herkunft der „Sandlöcher“ erklärt. Heute wird wieder Sandstein auf dem „Maikopf“ abgebaut. Es handelt sich hier um einen umstrittenen Abbau, der die Landschaft weiter zerstört. Weiterhin veränderte der Kalk- und Gipsabbau am Kleinen Seeberg bis Anfang des 20. Jahrhunderts massiv die Landschaft. Die Steilwände am Südhang sind bis 15 Meter hoch und sind das Ergebnis vom Sandsteinabbau. Die Steilwände sind die bekanntesten Naturmerkmale für den Kleinen Seeberg. Der Seeberg gehört zum Geopark Inselsberg – Drei Gleichen, besonders wegen des geologischen Naturdenkmals „Kammerbruch“.

### Kammerbruch
Im Kammerbruch wird heute noch Sandstein abgebaut. Es ist ein ausgewiesenes Geotop. Das Geotop ist der einzige Aufschluss mit einer sicheren Grenze zwischen Oberem Keuper und Unterem Jura in Thüringen.

### Gipssteinbrüche
Die Gipssteinbrüche sind ein unter Schutz gestelltes Flächennaturdenkmal. Der Abbau von Gips erfolgte über Tage sowie in Stollen. Das Stollensystem wurde bergmännisch verschlossen.

### Erdfälle
Die Ursache für diese Erdfälle sind Auslaugungen im Untergrund, die Hohlräume zur Folge haben und zum Einsturz führen können. Sie bilden an der Oberfläche trichterförmige Senkungen im Boden.

### Sandsteinbruch am Maikopf
Im Sandsteinbruch wird heute noch Sandstein abgebaut. Der Sandstein wird als Bildhauer- und Baumaterial verwendet sowie als Scheuersand in der chemischen Industrie.

### Badlands am Düppel
Am Ostrand des Seebergs gibt es so genannte Badlands, graugrüne und rote, sehr nährstoffarme Tonsteine, die nahezu ohne Bewuchs offen zutage treten. Flora und Fauna ähneln deshalb einer südeuropäischen Steppe.

### Bergbeule Seebergen

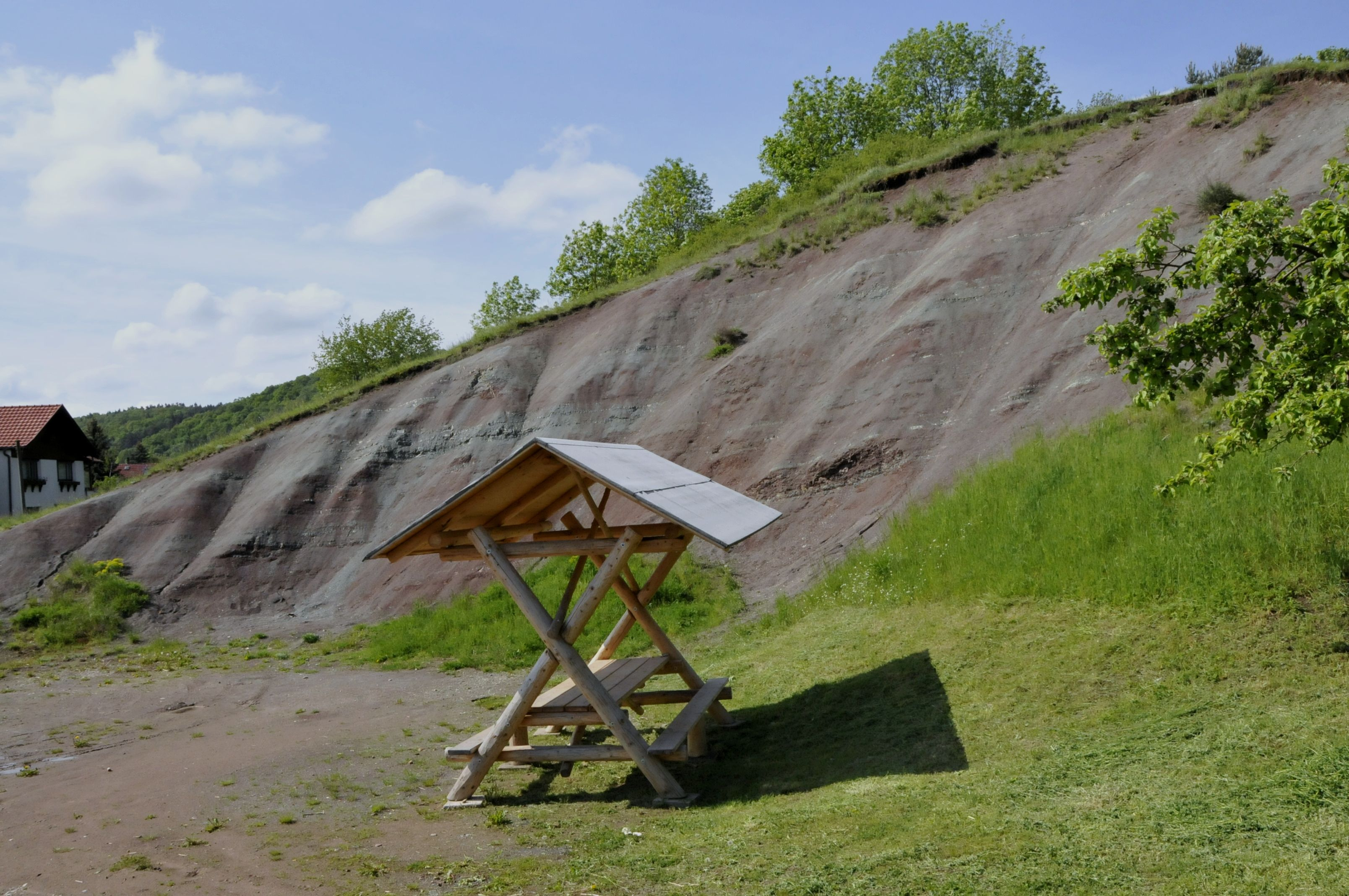
Die „Bergbeule“ an der Hauptstraße in Seebergen

Die Bergbeule (ein ehemaliger Steinbruch) ist ein Geotop im „Nationalen GEO-Park Inselsberg-Drei Gleichen“. Der anstehende Keuper wurde früher als Baumaterial genutzt. Der so entstandene Aufschluss zeigt den mittleren Keuper zu einer Entstehungszeit von 237 bis 249 Millionen Jahre.

## Klima
Der Seeberg und seine angrenzenden Gebiete gehören zum schwach-kontinentalen Mitteldeutschen Trockengebiet mit atlantischen Zügen. Am wärmsten und trockensten ist der Südhang des Großen Seebergs. Immer feucht und kühl ist der Nordhang zwischen „Natzkopf“ und „Butterleite“.

## Flora und Fauna

### Vegetation

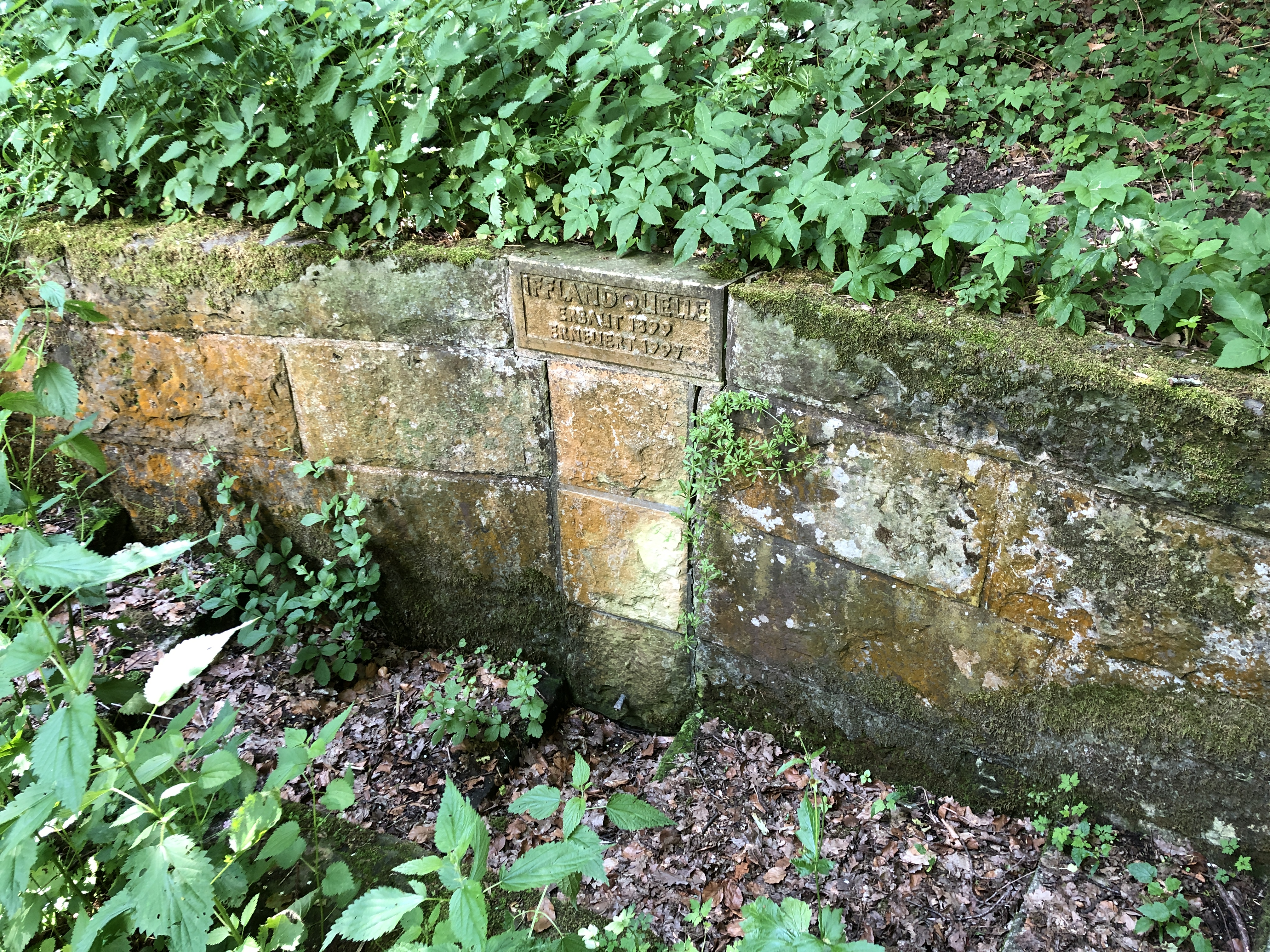
Ifflandquelle

Der Seeberg ist fast vollständig bewaldet. Es handelt sich dabei um Trocken- und Schattenwälder. Weiterhin gibt es Halbtrockenwiesen, Trockenwiesen, Streuobstwiesen, Heiden, Feuchtwiesen, Quellen und kleine Teiche. Es wurde hier die Mehrheit an nachgewiesenen Farn- und Blütenpflanzen Thüringens gefunden. Von den 950 Arten stehen 38 in der Roten Liste. Nach der Bundesartenschutzverordnung finden sich 41 besonders geschützte Arten und darunter 15 Orchideenarten. Daneben sind auch zahlreiche Pilzarten anzutreffen. So wachsen in der Nähe der „Ifflandquelle“, benannt nach August Wilhelm Iffland, auch seltene Pilzarten wie der Weinrötliche Schleimschirmling und der Grindige Rötling.
Auf alten Ansichtskarten ist zu sehen, dass man von der damals (Ende des 19. Jahrhunderts) unbewaldeten Höhe des Kleinen Seebergs eine gute Sicht auf die Stadt Gotha hatte. Damals begann man mit der mühevollen Aufforstung des bis dato unbewaldeten Seebergs. Die schöne Aussicht ist damit Vergangenheit.

### Tierarten
Auf dem Seeberg ist eine große Vielfalt an Tierarten anzutreffen. So konnten seltene Arten von Heuschrecken, Käfern, Tagfaltern, Wildbienen, Ameisen, Spinnen und Weichtieren nachgewiesen werden. Es leben vier Kriechtier- und neun Lurcharten im Gebiet einschließlich des Siebleber Teichgebiets. Hervorzuheben sind dabei die vom Aussterben bedrohten Arten Wechselkröte und Moorfrosch. Weiterhin wurden die bedrohten Arten Kreuzkröte, Zauneidechse, Seefrosch, Kammmolch und Ringelnatter gefunden.
Im Gebiet des Seeberges findet sich auch eine reiche Vogelvielfalt. In der „Steppenheide“ am Großen Seeberg findet man 27 Brutvogelarten vor. Heimisch sind Hausrotschwanz, Steinschmätzer, Schwarzspecht, Wendehals und Uhu. Säugetiere wie Wildschweine, Rehe, Hasen, Kaninchen, Eichhörnchen, Dachse, Füchse, Iltise, Steinmarder und Fledermäuse haben am Seeberg ihren Lebensraum. Es wurden auch Waschbären beobachtet.

## Sehenswürdigkeiten
- Siehe Hauptartikel Sehenswürdigkeiten auf und am Seeberg bei Gotha

## Die Siedlungsgeschichte des Seeberges

### Frühgeschichte
Das Gebiet des Seeberges gehörte zu den ältesten Siedlungsgebieten Thüringens. In vor- und frühgeschichtlicher Zeit war es eine der am dichtesten besiedelten Regionen Thüringens. Die fruchtbaren Böden und die guten Wasser- und Klimaverhältnisse schafften die Bedingungen dazu. Während der Nacheiszeit (6. Jahrtausend v. Chr.) wurde die Gegend zwischen Töpfleben und dem Seeberg besiedelt. Von der Jungsteinzeit (ab 3000 v. Chr.) über die Bronzezeit (2000–800 v. Chr.) bis zur Germanenzeit (100–500 n. Chr.) war es Siedlungsraum. Der Seeberg wurde in diesem Zeitraum für Befestigungen, Steinbrüche und Begräbnisstätten genutzt. Unterhalb des Höhenzuges befanden sich Siedlungen.

### Ur- und Frühgeschichtliche Fundplätze des Seeberges
Im Seeberggebiet gab es Bodenfunde von der Altsteinzeit (700.000–9.500 v. Chr. in Europa) bis zur Frühgeschichte (50 v. Chr.–700 n. Chr.). Es handelt sich dabei um folgende Bodenfunde: Siedlungsplatz, Flachgrab, Grabhügel, Einzelfund, Depotfund und Münzfund.
Im Museum für Regionalgeschichte in Gotha sind Ausgrabungen aus dieser Zeit zu sehen. Mit den vor- und frühgeschichtlichen Funden des Territoriums beginnt die Darstellung der Regionalgeschichte. In dieser Art ist sie ein Querschnitt der zweitgrößten Sammlung in Thüringen.

### August Wilhelm Iffland beschreibt den Seeberg
„Nie, nie werde ich die Feiertage in diesem schönen Walde vergessen... An einer Quelle, welche gleich links vornan im Walde entspringt, wurde gewöhnlich unser Mittagsmahl genommen. Das schöne, wohlhabende, milde regierte Land liegt in fruchtbarer Ebene hinab - der große Seeberg rechts - sowie die Schlösser der Gleichen - das freundliche Gotha links - der blaue Brocken schließlich die romantische Ferne.“

### Projekt Seeberg des NABU Deutschland
Zum Projekt Seeberg des Naturschutzbundes Deutschland gehört der Steilhang mit Halbtrockenrasen, der vordere Teil des Seeberges, der Kleine Seeberg – mit einer Höhe von 358 Meter. Auf diesem Hügel ist der NABU aktiv tätig. So wird die Rasenfläche regelmäßig gemäht und das ganze Gebiet entbuscht. Das dient der Erhaltung und Förderung geschützter Tier- und Pflanzenarten. Der Schutzstatus des Gebietes mit einer Größe von 2,4 Hektar ist zum Teil ein Flächen-Naturdenkmal.

### Aktionsbündnis „Rettet den Seeberg“
Das Aktionsbündnis hat sich zur Aufgabe gesetzt, das Naturschutzgebiet Seeberg vor dem Sandsteinabbau zu retten. In der Bevölkerung findet das Aktionsbündnis große Resonanz und überwiegende Zustimmung. Es wurde eine endgültige Grenzziehung des Naturschutzgebiets Seeberg zum Sandsteinabbau erreicht. Am 25. August 2002 organisierte der Verein KommPottPora Gotha die „Rettet den Seeberg“ Wanderung. An der Wanderung, die über den Kammweg zur Gaststätte „Düppel“ führte, waren auch das MDR-Fernsehen, das MDR-Radio und die lokale Presse dabei. Die ungefähr 1500 Menschen, die an der Wanderung teilnahmen, konnten sich von der Wichtigkeit der Erhaltung des Naturschutzgebiets selbst überzeugen.